# Zhaobaogou-Kultur
Die Zhaobaogou-Kultur (chinesisch 趙宝溝文化 / 赵宝沟文化, Pinyin Zhàobǎogōu wénhuà, englisch Zhaobaogou Culture) war eine neolithische Kultur in Nordchina. Die namensgebende Zhaobaogou-Stätte liegt im Aohan-Banner, Chifeng, Innere Mongolei. Sie wurde 1986 ausgegraben. Die Kultur wird auf 7000–6400 v. Chr. datiert. Sie folgte der Xinglongwa-Kultur. Weitere Stätten sind Baiyinchanghan, Shuiquan und Xiaoshan.
Die Zhaobaogou-Stätte (Zhaobaogou yizhi 赵宝沟遗址) im Aohan-Banner steht seit 2006 auf der Liste der Denkmäler der Volksrepublik China (6-28).